# Volker Weidler
Volker Weidler (Heidelberg, 1962. március 18. –) német autóversenyző, az 1985-ös német Formula–3-as bajnokság, valamint az 1991-es Le Mans-i 24 órás autóverseny győztese.

## Pályafutása
1981-ben megnyerte a német Formula–Ford 1600-as sorozatot.
1983 és 1985 között különböző Formula–3-as bajnokságokban szerepelt. 1983-ban harmadik, 1984-ben második, 1985-ben pedig első lett hazája Formula–3-as sorozatában. Ebben az időszakban részt vett a makaói Formula–3-as nagydíjakon is, ezeken a futamokon azonban egyszer sem állt dobogóra.
1986-ban másodikként zárt a német túraautó-bajnokságban.
Az 1989-es Formula–1-es világbajnokság kilenc versenyén volt jelen a Rial csapatával. Ezek egyikén sem tudta magát kvalifikálni a futamokra. Ezt követően évekig a japán Formula–3000-es széria futamain indult.
1987 és 1992 között öt alkalommal állt rajthoz a Le Mans-i 24 órás viadalon. Az 1991-es futamon Bertrand Gachot és Johnny Herbert váltótársaként győzelmet szerzett. Hármasuk a Mazda-autógyár egyetlen Le Mans-i sikerét érte el.

## Eredményei

### Le Mans-i 24 órás autóverseny
| Év   | Csapat                | Autó         | Csapattárs      | Csapattárs          | Csapattárs           | Helyezés | Kiesés oka |
| ---- | --------------------- | ------------ | --------------- | ------------------- | -------------------- | -------- | ---------- |
| 1987 | Porsche Kremer Racing | Porsche 962C | Kris Nissen     | Kunimitsu Takahashi |                      | Kiesett  | Motorhiba  |
| 1989 | Mazdaspeed Co. Ltd.   | Mazda 767B   | Yōjirō Terada   | Marc Duez           |                      | 12.      |            |
| 1990 | Mazdaspeed Co. Ltd.   | Mazda 787    | Bertrand Gachot | Johnny Herbert      |                      | Kiesett  | Motorhiba  |
| 1991 | Mazdaspeed Co. Ltd.   | Mazda 787B   | Bertrand Gachot | Johnny Herbert      |                      | Győzelem |            |
| 1992 | Mazdaspeed Co. Ltd.   | Mazda MXR-01 | Bertrand Gachot | Johnny Herbert      | Maurizio Sandro-Sala | 4.       |            |

### Teljes Formula–1-es eredménysorozata
(Táblázat értelmezése)

(Félkövér: pole-pozícióból indult; dőlt: leggyorsabb kört futott) 

| Év   | Csapat      | Modell    | Motor                            | 1       | 2       | 3       | 4       | 5       | 6       | 7       | 8       | 9      | 10     | 11  | 12  | 13  | 14  | 15  | 16  | Helyezés | Pont |
| ---- | ----------- | --------- | -------------------------------- | ------- | ------- | ------- | ------- | ------- | ------- | ------- | ------- | ------ | ------ | --- | --- | --- | --- | --- | --- | -------- | ---- |
| 1989 | Rial Racing | Rial ARC2 | Ford Cosworth DFR (Mader) 3.5 V8 | BRA Nek | SMR Nek | MON Nek | MEX Nek | USA Nek | CAN Nek | FRA Nek | GBR Nek | GER EX | HUN Nk | BEL | ITA | POR | ESP | JPN | AUS | -        | 0    |